# Chiesa di San Giorgio Martire (Casatenovo)
La chiesa di San Giorgio Martire è la parrocchiale di Casatenovo, in provincia di Lecco e arcidiocesi di Milano; fa parte del decanato di Missaglia.

## Storia
La prima citazione di una cappella a Casatenovo è contenuta nella Notitia Cleri Mediolanensis del 1398, in cui si legge che era filiale della pieve di Missaglia.

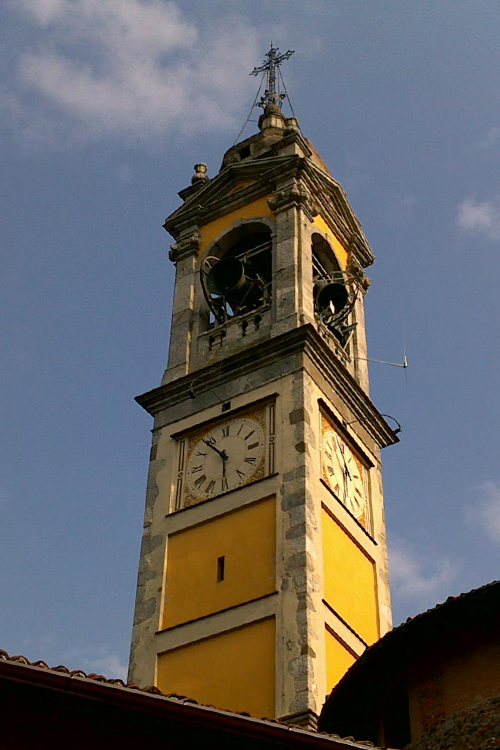
Il campanile

Ulteriori menzioni di questa chiesetta si ritrovano nello Status ecclesiae Mediolanensis, redatto nel 1466, e nel Liber Seminarii Mediolanensis, stilato nel 1564; nel 1562 la chiesa venne completamente ristrutturata e riconsacrata per interessamento di don Adriano Crivelli e nel 1576 il campanile venne innalzato, mentre la parrocchia fu poi eretta il 9 febbraio 1590.
Il 13 settembre 1635 venne posta la prima pietra nuova chiesa, voluta da don Gerolamo Mantegazza; l'edificio, ultimato nel giro di alcuni anni, era a pianta a croce latina ed era composto da un'unica navata, chiusa dall'abside semicircolare, in modo analogo ai bracci del transetto.
Nel 1681 venne realizzato da Michele Carbone l'organo, nel 1703 furono costruiti le balaustre e i gradini e nel 1740 il campanile fu rialzato.
Dalla relazione della visita pastorale dell'arcivescovo Giuseppe Pozzobonelli s'apprende che la parrocchiale, in cui avevano sede le confraternite del Santissimo Sacramento e della Beata Vergine Maria del Carmelo, aveva come filiali gli oratori del Carmelo, di Santa Giustina di Santa Margherita, di San Mauro Abate a Campo Fiorenzo, della Beata Vergine Maria presso la Cassinetta de Porrinetti, di San Rocco, dell'Assunzione della Beata Vergine Maria e dei Santi Biagio e Carlo a Penzano, di San Gerolamo in località Rancate, della Beata Vergine Maria a Casate Vecchio, della Beata Vergine Assunta nella contrada Sorino, della Beata Vergine Mari a Rogorera e di San Giacomo Apostolo e che i fedeli ammontavano a 1298. 
Nel 1808 iniziarono i lavori di costruzione della nuova parrocchiale; la struttura, che andò a inglobare la settecentesca sagrestia della precedente chiesa, venne poi portata a compimento nel 1823, mentre il pronao fu terminato dieci anni dopo.
Nel 1843 la chiesa divenne sede di un vicariato foraneo, in cui era inizialmente era inserita solo la parrocchia locale, ma che poi nel 1906 andò a comprendere anche quelle di Galgiana, Lesmo e Monticello; nel 1971 il vicariato, che all'epoca era costituito, oltre che da quella casatese, anche dalle parrocchie di Campo Fiorenzo, Correzzana, Galgiana, Gerno, Lesmo, Monticello, Peregallo, Rimoldo e Rogoredo, venne soppresso e diviso tra i decanati di Missaglia e Vimercate.

## Descrizione

### Esterno
La facciata della chiesa, rivolta a mezzogiorno, è anticipata da un ampio pronao esastilo, le cui colonne ioniche sorreggono un timpano triangolare contenente un altorilievo raffigurante San Giorgio; all'interno del portico si aprono tre portali d'ingresso, alternati da due nicchie a tutto sesto ospitanti altrettante statue; le ali laterali, sormontate da attici, sono decorate con altre due nicchie contenenti statue, mentre in sommità, sopra a un grande finestrone a lunetta, si staglia un largo frontone triangolare.

### Interno
L'interno dell'edificio si compone di un'unica navata coperta da volta a botte cassettonata, sulla quale si affacciano le cappelle laterali, di cui le due centrali, più ampie e absidate, sono precedute da colonnati in stile ionico a sostegno della trabeazione; le pareti sono riccamente decorate con sculture e affreschi, che proseguono anche sulle volte e che furono eseguiti in più riprese tra il XIX e l'inizio del XX secolo da vari artisti, tra i quali Giuseppe Lavelli e Luigi Morgari. Al termine dell'aula si sviluppa il presbiterio, a sua volta chiuso dall'abside semicircolare.